# Вулиця Івана Пулюя (Київ)
Ву́лиця Іва́на Пулюя́ — вулиця в Солом'янському районі міста Києва, місцевість Чоколівка, мікрорайон Турецьке містечко (Кадетський Гай). Простягається від початку забудови до вулиці Кадетський гай.
Прилучається вулиця Федора Ернста.

## Історія
Вулиця виникла на початку 1990-х років під час будівництва невеликого мікрорайону для колишніх військовослужбовців групи радянських військ у Німеччині. Сучасна назва на честь українського фізика та перекладача Івана Пулюя  — з 1994 року.
1995 року кінцевою частиною вулиці прокладено нову тролейбусну лінію, що сполучила цей мікрорайон із Севастопольською площею (в кінці вулиці розташована кінцева зупинка тролейбусних маршрутів № 9к, 22к, 30, 35, 40к та 40).